# Rachel Shenton
Rachel Shenton (Stoke-on-Trent, 21 de dezembro de 1987) é uma atriz e roteirista britânica. Venceu o Oscar de melhor curta-metragem em live action na edição de 2018 por The Silent Child.

## Filmografia

### Cinema
| Ano     | Filme                | Papel                |
| ------- | -------------------- | -------------------- |
| 2004    | Kiss & Tell          | Claire               |
| 2005    | Holby City           | Katrina Hobsbawn     |
| 2005    | Agnosia              | Tania                |
| 2005    | Xlitherman           | Shade Girl           |
| 2006    | Doctors              | Sadie Slade          |
| 2007    | Waterloo Road        | Courtney             |
| 2007    | Doctors              | Jade Hearn/Robertson |
| 2008    | Storyville           | English storyteller  |
| 2008    | Sophia's Dairy       | Tricia               |
| 2008    | Genie in the House   | Amy                  |
| 2009    | Money Kills          | Anya                 |
| 2010–13 | Hollyoaks            | Mitzeee Minniver     |
| 2011    | Blood and Bone China | Anna Fitzgerald      |
| 2014–17 | Switched at Birth    | Lily Summers         |
| 2017    | The Silent Child     | Joanne               |

### Dublagem
| Ano  | Filme                   | Papel         |
| ---- | ----------------------- | ------------- |
| 2005 | NSPCC Eye Opener        | Adolescente   |
| 2006 | Bulldog Broadband       | Apresentadora |
| 2009 | Selston Cosmetic Clinic | Apresentadora |